# Makli
Makli (en ourdou : مکلی) est une ville pakistanaise, située dans district de Thatta, dans le sud de la province du Sind. Elle est située à seulement cinq kilomètres à l'ouest de Thatta et est la deuxième plus grande ville du district.
La population de la ville s'affiche à 47 136 habitants en 2017, alors qu'elle est pour la première fois considérée comme une zone urbaine par les autorités de recensement. Selon le recensement de 2023, la population de la ville monte à 54 137 habitants.
La ville abrite la célèbre nécropole de Makli, inscrite au patrimoine mondial depuis 1981. Principalement construite sous l'Empire moghol, entre 1570 et 1640, elle contiendrait jusqu'à un million de tombes.

## Tombes notables
|  |  |  |
|  |  |  |
|  |  |  |